# Lužice (ort i Tjeckien, Olomouc)
Lužice är en ort i Tjeckien.   Den ligger i regionen Olomouc, i den östra delen av landet, 210 km öster om huvudstaden Prag. Lužice ligger 239 meter över havet och antalet invånare är 351.
Terrängen runt Lužice är platt åt sydväst, men åt nordost är den kuperad. Runt Lužice är det tätbefolkat, med 476 invånare per kvadratkilometer. Närmaste större samhälle är Olomouc, 13,4 km söder om Lužice. I omgivningarna runt Lužice växer i huvudsak blandskog.